# Đội tuyển Fed Cup New Zealand
Đội tuyển Fed Cup New Zealand đại diện New Zealand ở giải đấu quần vợt Fed Cup, được quản lý bởi Hiệp hội Quần vợt New Zealand.

## Lịch sử
New Zealand tham gia kì Fed Cup đầu tiên năm 1965. Thành tích tốt nhất là tứ kết Nhóm Thế giới các năm 1965 và 1971.
Vì sự rút lui muộn ở năm 2011, New Zealand bị cấm thi đấu ở Fed Cup 2012.
New Zealand không tham gia năm 2015 và 2016 vì sợ đội không thể cạnh tranh được.

## Đội hình hiện tại (2014)
- Marina Erakovic
- Abigail Guthrie
- Emma Hayman
- Dianne Hollands